# 三戸寿 (法学者)
三戸 寿（みと たもつ、1908年〈明治41年〉1月17日 - 1971年〈昭和46年〉8月27日）は、昭和期日本の法制史学者。学位は法学博士（京都大学）。「三戸壽」とも表記される。法制史学会発起人の1人。専門はローマ法。神戸史学会評議員、法制史学会理事を歴任。

## 来歴
宮城県仙台市出身。第二高等学校 (旧制)（1928年卒業）を経て、1931年に東北帝国大学法文学部を卒業した。同年に同学部副手となる。1937年に関西学院大学法文学部講師に転じ、助教授（1939年）を経て、1942年に教授に就任した。1947年に学部改編で法学部所属となり、1951年に法学部長・同大学院法学研究科委員長に就任した。1952年2月、京都大学より論題「ローマ法継受史の研究」で法学博士の学位を取得した。
1957年、病気を理由に関西学院大学を退職する。大阪市立大学法学部非常勤講師（1957年度）を経て、1958年に金沢大学法文学部教授となる。1971年8月27日、金沢大学在職中に死去した。
著書に『近代法成立史序説』（國立書院 1948年）がある。